# الصحة النفسية في أوزبكستان

أعلنت الصحة النفسية أولوية للصحة العامة من قبل الحكومة الأوزبكية في نوفمبر 1998.

تتناول هذه المقالة الصحة النفسية في أوزبكستان، بما في ذلك انتشار اضطرابات الصحة النفسية، وعبئها الاجتماعي والاقتصادي، وطرق علاجها. ذكر تقرير صادر عن منظمة الصحة العالمية (WHO) عام 2021 أنه لم تُجرَ أي دراسات حول انتشار اضطرابات الصحة النفسية في أوزبكستان. ومع ذلك، فإن للمرض النفسي آثار اجتماعية واقتصادية كبيرة في أوزبكستان.

## الانتشار
وفقًا لتقرير صادر عن منظمة الصحة العالمية عام 2021، لم تُجرَ أي دراسات حول انتشار الأمراض النفسية في أوزبكستان. كانت الأرقام الوحيدة المتاحة هي عدد الأشخاص الذين تلقوا العلاج أو المسجلين باضطراب نفسي.

## العلاج
في أوزبكستان، يُقدم العلاج النفسي من قبل القطاع العام. علاوة على ذلك، تتوفر الأدوية النفسية للأشخاص الذين شُخصت إصابتهم باضطراب نفسي إما مجانًا أو مدعومة بنسبة 80% من قبل الحكومة.
وفقًا لتقرير صادر عام 2019 عن وزارة الصحة العامة،
- 48.5% من المرضى الذين أُدخلوا إلى الرعاية النفسية شُخصوا باضطراب الفصام.

- 20% من المرضى أُدخلوا بسبب إعاقة ذهنية.

- شكلت الاضطرابات النفسية الشائعة مثل الاكتئاب والقلق أقل من 10% من حالات الدخول إلى المستشفيات النفسية.

## الصحة النفسية للشباب

### دراسة اليونيسف لعام 2022
في عام 2022، أجرت اليونيسف دراسة بالتعاون مع وزارة التعليم العام ووزارة الصحة. تضمنت الدراسة توزيع استبيان على 22,854 طالبًا في 299 مدرسة، من الصفوف السادس والتاسع والحادي عشر.

#### الوحدة
- 8.7% من الطلاب لم يشعروا بالانتماء في مدرستهم.

- 16.7% من الطلاب شعروا بالوحدة في فصولهم.

#### اضطرابات الصحة النفسية
- 15.4% من الطلاب وصلوا إلى عتبة التشخيص للقلق المتوسط إلى الشديد.

- 9.8% من الطلاب وصلوا إلى عتبة التشخيص للاكتئاب المتوسط إلى الشديد.

- كانت الفتيات أكثر عرضة بقليل من الأولاد لتجربة القلق أو الاكتئاب المتوسط إلى الشديد.

#### الانتحار وإيذاء النفس
في عام 2022، وُجد أن معدل الانتحار بين المراهقين قد تضاعف بين الأولاد وتضاعف ثلاث مرات بين الفتيات، مقارنة بعام 2008.

## الأثر الاقتصادي

### التكاليف المباشرة
في عام 2020، أنفقت الحكومة الأوزبكية 820,496 مليون سوم أوزبكستاني (84.6 مليون دولار أمريكي) على خدمات الصحة النفسية.

### الخسائر الاقتصادية غير المباشرة
تُحسب الخسائر الاقتصادية غير المباشرة الناتجة عن الأمراض النفسية كمجموع الخسائر الناتجة عن التغيب، والعمل أثناء المرض، والوفاة المبكرة. في عام 2019، بلغ إجمالي الخسائر الاقتصادية الناتجة عن التغيب والوجودية المرضية 3.5 تريليون سوم أوزبكستاني (359 مليون دولار أمريكي).